# Aplocera impuncta
Aplocera impuncta är en fjärilsart som beskrevs av Barend J. Lempke 1950. Aplocera impuncta ingår i släktet Aplocera och familjen mätare. Inga underarter finns listade i Catalogue of Life.